# Departamento Florestal e de Incêndios da Califórnia
O Departamento Florestal e de Proteção de Incêndios da Califórnia (em inglês California Department of Forestry and Fire Protection, CAL FIRE) é a agência do estado da Califórnia responsável por uma área totalizando 31 milhões de hectares. Protege as florestas sobre administração estadual de incêndios bem como a administração propriamente destas florestas. Além disso, o departamento oferece variados serviços de emergência em 36 de 58 condados, através de contratos com os governos locais, e muitas vezes é chamada o Departamento Florestal da Califórnia, que era o nome do departamento antes da década de 1990.
O CAL FIRE é também o maior serviço completo de todos os riscos de incêndios e bombeiros, a Oeste dos Estados Unidos e opera mais quartéis de bombeiros ao longo do ano do que as corporações de bombeiros combinados de Nova York (FDNY), Los Angeles (LAFD), e Chicago (CFD). É também a segunda maior corporação de bombeiros municipais dos Estados Unidos, atrás apenas corporação de bombeiros de Nova Iorque .

## Sobre
A CAL FIRE é um departamento da Agência de Recursos Naturais da Califórnia , um gabinete de nível de departamento estadual, que é composto, em parte, do Departamento de Parques e Recreação da Califórnia, Departamento de pesca e vida Selvagem da Califórnia, e o Departamento de Recursos Hídricos da Califórnia . O departamento é responsável pela proteção contra o fogos e a administração de mais de 31 milhões de hectares da Califórnia, de florestas de propriedades privadas. Além disso, o departamento oferece variados serviços de emergência através de contratos com os governos locais em 36 de 58 municípios.
O departamento de bombeiros, os carros de bombeiros, e as aeronaves respondem a uma média de mais de 5 600 incêndios em cada ano. Esses incêndios queimam mais de 172 000 hectares anualmente. Junto com chamadas ao serviço de mais de 350 000 anuais, das quais apenas 2% são fogos. A CAL FIRE em conjunto com o Departamento de Correções e de Reabilitação da Califórnia também usa prisioneiros para ajudar com a supressão de incêndios e de logística. A CAL FIRE trabalha com funcionários do Corpo de Conservação da Califórnia  para a logística e a gestão da vegetação. São geridos pela CAL FIRE programas de silvicultura para controle de insectos da madeira e doenças de árvores. A frota de veículos é gerido a partir de um escritório em Davis, Califórnia. O diretor do departamento é Ken Pimlott, que foi nomeado pelo Governador Jerry Brown.
As operações de incêndio CAL FIRE podem ser vistas como a montagem em duas categorias: Agenda "Um" e o Schedule "B". Agenda "B" que é definido e financiado como Agência de Recursos/CAL FIRE, ele é o lado florestal de CAL FIRE, principalmente responsável por proteger a ARE. As atividade de Agenda "Um"  incluem os bombeiros municipais e do condado, bem como a proteção distrital contra incêndios ao abrigo de contratos com os governos locais de execução pela CAL FIRE. De norte a sul, os condados de Butte, Napa, San Mateo, Tuolumne, Merced, San Luis Obispo, Riverside, e San Diego condados são exemplos de comandos de bombeiros sob contrato operados pela CAL FIRE.
A principal tarefa de CAL FIRE é fornecer protecção contra incêndios para o Área de Responsabilidade do ESTADO ou ARE. As terras ARE são definidos pelo Código Público de Recurso do estado, como, "coberto, total ou parcialmente em florestas ou pelas árvores, produzindo ou capaz de produzir produtos florestais. Segundo, eles são "aqueles cobertos, no todo ou em parte, pela de madeira, pincel, vegetação rasteira, ou a grama, se de valor comercial ou não, que protegem o solo da erosão excessiva, a retardar o escoamento de água ou acelerar água de percolação, se tais terras são fontes de água que está disponível para a irrigação ou para uso doméstico ou industrial." Finalmente, eles são "terras em áreas que são utilizadas, principalmente, ou útil para a faixa ou fins de forragem, que são contíguos para" as terras descritas acima. O Conselho Estadual Florestal e de Proteção contra Incêndios determina que as terras estão incluídos na ARE e suas decisões têm força de lei. (Recursos Públicos Califórnia Seção de Código 4126)
Os recursos disponíveis CAL FIRE para as agências estaduais, federais e locais para todos os desastres relacionados com incidentes, tais como inundações e outros relacionados e situações com a meteorologia. Os tractores e equipas de presos são muitas vezes valiosas para proteger vidas e propriedade. As equipes de presos também estão disponíveis nestas agências para a construção e manutenção de projetos. Esses recursos vêm com um sistema completo de supervisão, comando e organização logística que está entre os melhores do país.
Começando em 24 de janeiro de 2007, o CDF alterou o seu nome "informal" para CAL FIRE. O propósito da mudança de nome foi para representar com mais precisão o seriço e risco da natureza. ()

## Representação
Os bombeiros empregados pelo CAL FIRE são representados pelo sindicato afiliado IAFF, CAL FIRE Local 2881, que representa 4 000 membros dentro de CAL FIRE Local 2881 e também está associada com os Bombeiros Profissionais Califórnia (CPF) e a Associação Internacional de Bombeiros (IAFF).

## Missão
O site da CAL FIRE afirma que: "O Departamento Florestal e de Proteção de Incêndios da Califórnia serve e protege as pessoas e protege a propriedade e recursos da Califórnia."

## Estrutura organizacional
O maior e mais visível parte das operações CDF é de supressão de incêndios. As operações são divididas em 21 Unidades Operacionais, que geograficamente siga a linha de condado. Cada unidade é composta de área de um para três condados. Unidades operacionais estão agrupadas em duas regiões: Costa-Cascata e a Serra do Sul.
O Office of the State Fire Marshal é parte do CDF e supervisiona as atividades, incluindo a prevenção de incêndios, o regulamento de segurança contra incêndio, de condutas e de segurança. Por exemplo todas as botijas de gás vendidos na Califórnia devem ser aprovadas pelo Gabinete do Estado Fire Marshal e marcados com o selo.
CAL FIRE é proprietária e opera a sua própria frota de aviões tanques, e aeronaves e helicópteros tácticos, que são administrados sob o Programa de Administração de Aviação, e quando necessário outros recursos de aviação adicionais são alugadas pelo departamento. O Programa Ar da CAL FIRE é um dos maiores programas aéreos não-militares no país, constituído de 23 aviões tanques Grumman S-2T de 1.200 litros, 14 aeronaves operacionais OV-10A e 12 UH-1H helicópteros Huey. A partir de 13 aeroporto de ataque e 10 bases de helicóptero localizadas por todo o estado, as aeronaves podem chegar a mais incêndios dentro de 20 minutos.
A academia de formação estadual CAL FIRE é operado em Ione, a leste de Sacramento. As instalações são contíguas ao da Prisão Estadual de Mula Creek. Todas os funcionários CAL FIRE passam através da academia CAL FIRE, uma vez que eles são promovidos a classificação I de Bombeiro.

## Unidades operacionais
As unidades operacionais são organizações destinadas à função de supressão de fogo ao longo de uma área geográfica. Eles variam muito em tamanho e terreno.
Por exemplo, a Unidade Operacional Lassen-Modoc-Plumas abrange três zonas rurais e condados e consiste em oito quartéis de bombeiros, uma base heli, três campos de conservação de concentração e um centro de treinamento de bombeiros prisioneiros. Os recurso de supressão de fogos incluem a linha de frente de 13 bombeiros, 1 helicóptero, 3 tractores e 14 bombeiros prisioneiros. A unidade de acções de emergência de centro de comando interinstitucional com agências federais, incluindo o Serviço Florestal dos Estados Unidos, o Serviço Nacional de Parques, e o Bureau of Land Management. O centro interinstitucional contribui para economias de escala, apoia a cooperação, e presta-se a uma mais perfeita operação. A área tem jurisdições parciais através de uma grande área rural ao longo das linhas estaduais de Nevada e Oregon.
A Unidade Operacional de Riverside por si só é um dos maiores departamentos de bombeiros no país, com 95 bombeiros e cerca de 230 peças de equipamento. A Unidade Operacional de Riverside que opera sobe contrato do Departamento de bombeiros do Condado de Riverside, bem como opera dezoito quartéis urbanos de bombeiros e uma comunidade de serviços distritais de bombeiros. Nove destes quartéis são pertencentes ao estado, com o resto da propriedade espalhada pela respectiva entidade do poder local. A unidade opera o seu próprio centro de emergência de comando em Perris. Terreno servido inclui o interior e exterior em áreas do Império Interior e comunidades na região e área metropolitana de Palm Springs. A área inclui montanhas arborizadas, o Rio Colorado bacia, o Deserto de Mojave e a estrada Interestadual 10.

### Região Norte
- Unidade Amador-El Dorado - AEU / 2700 (Incluindo Sacramento e condado Alpine)
- Unidade Butte BTU / 2100
- Unidade Humboldt-Del Norte - HUU / 1200
- Unidade Lassen-Modoc-Plumas - LMU / 2200 (Incluindo condado de Plumas de junho de 2008)
- Unidade Mendocino - MEU / 1100
- Unidade Nevada-Yuba-Placer - NEU / 2300 (Incluindo condados Sutter e Serra)
- Unidade San Mateo-Santa Cruz - CZU / 1700
- Unidade Santa Clara SCU / 1600 (incluindo condados Contra Costa, Alameda, Santa Clara e partes de San Joaquin, e Estanislau)
- Unidade Shasta-Trindade - SHU / 2400
- Unidade Siskiyou - SKU / 2600
- Unidade Sonoma-Lago-Napa - LNU / 1400 (incluindo condados: Solano, Yolo, Colusa)
- Unidade Tehama-Glenn - TGU / 2500

### Região Sul
- Unidade Fresno-Reis - FKU / 4300
- Unidade Madera-Mariposa-Merced - MMU / 4200
- Unidade Riverside -RRU / 3100
- Unidade San Benito-Monterey - BEU/ 4600
- Unidade San Bernardino BDU / 3500 (Incluindo condados Inyo e Mono)
- Unidade San Diego -MVU / 3300 (Incluindo o condado de Imperial)
- Unidade San Luis Obispo - SLU / 3400
- Unidade Tulare - TUU / 4100
- Unidade Tuolumne-Calaveras - TCU / 4400 (Incluindo porções dos condados de San Joaquin, Estanislau, e Alpine)

### Concelhos
Os condados de Marin (MRN), Kern (KRN), Santa Barbara (SBC), Ventura (VNC), Los Angeles (LAC) e Orange (ORC) são pagos pelo Cal FIRE para fornecer proteção contra incêndios da responsabilidade do estado, em áreas dentro dos condados, em vez da protecção directa contra incêndios CAL FIRE, e são comummente conhecidos como o "Contratos de Condados".
Na capital da Califórnia, Sacramento os legisladores, determinaram que cada unidade operacional desenvolveria e implementaria um plano anual de incêndio do plano de gestão. O plano de desenvolvimento de cooperação e programas comunitários serviria para reduzir os danos e os custos de incêndios na Califórnia. Uma métrica usada pelas unidades de supressão de incêndio de sucesso inicial de ataque: , incêndios contido inicialmente com estes recursos, equipamentos e pessoas) são enviados para o relatório de incidente.

## Programa Ar
O Programa de Gestão de Aviação CAL FIRE é um ramo do CAL FIREW. Devido à frequência e a gravidade dos incêndios florestais na Califórnia, o estado em vez de depender exclusivamente de recursos nacionais, decidiu criar a sua própria força aérea de combate a incêndios. A administração do Programa Aéreo é baseado em no aeródromo McClellan perto de Sacramento na Califórnia.
Em apoio das suas forças terrestres, a resposta de emergência do programa aéreo CAL FIRE inclui 23 Grumman S-2T de 1.200 litros de tanques aéreos, doze UH-1H Super helicópteros Huey, e 14 aeronave OV-10A tácticas. Estes aviões estão estacionados em 13 bases de ataque aéreo e dez bases heli localizadas em todo o estado, e pode chegar a mais de incêndios dentro de 20 minutos. Durante a alta fogo atividade, CAL FIRE pode mover o avião para fornecer apoio aéreo estadual.
O aviões tácticos voam antecipadamente do despejo de retardante e gotas de água no fogo, dirigindo os tanques aéreos e helicópteros para as áreas críticas de fogo. O retardador utilizados para reduzir ou retardar a propagação do fogo é uma mistura de polpa que consiste de uma substância química de compostos do sal, água, argila ou uma goma-agente espessante, e um agente de coloração. Embora ambos os aviões tanques e helicópteros estão equipados para transportar retardante de fogo ou água, os helicópteros também podem fazer o transporte de bombeiros, equipamentos e pessoal ferido. O orçamento médio anual da CAL FIRE do Programa de Gestão Aérea é de cerca de us $20 milhões. Um total de 18 pessoas afectas à CAL FIRE supervisionam o programa com um adicional de 130 trabalhadores em contrato que prestam serviços mecânicos, pilotagem e gestão de serviços.
A CAL FIRE tem contrato com o 10 Transportador Aéreo Tanques, para três anos de uso exclusivo de seus McDonnell Douglas DC-10 "super tanque", conhecido como Tanker 910, a um custo de us $5 milhões por ano. Acesso adicional, também é fornecido para a nave-tanque para o 911 e tanque 912. Em 2014 o "Tanque 910", foi aposentado e a empresa opera 2, DC-10 "Super-tanques", nave-tanque para o 911 e 912

Em 7 de outubro de 2014, um S-2T ar tanque da CAL FIRE caiu enquanto combatia o incêndio Dog Rock no Parque Nacional de Yosemite. O piloto faleceu.

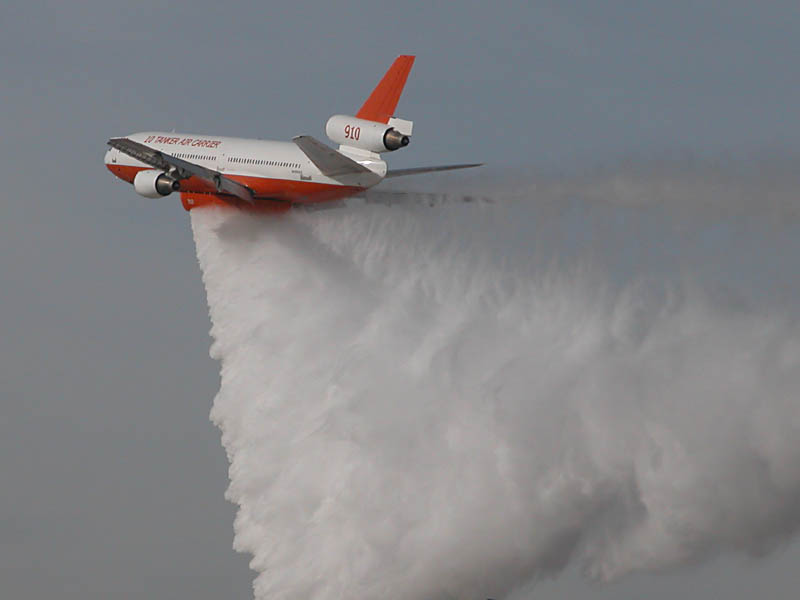
Tanque 910 durante uma descarga de demonstração em dezembro 2006
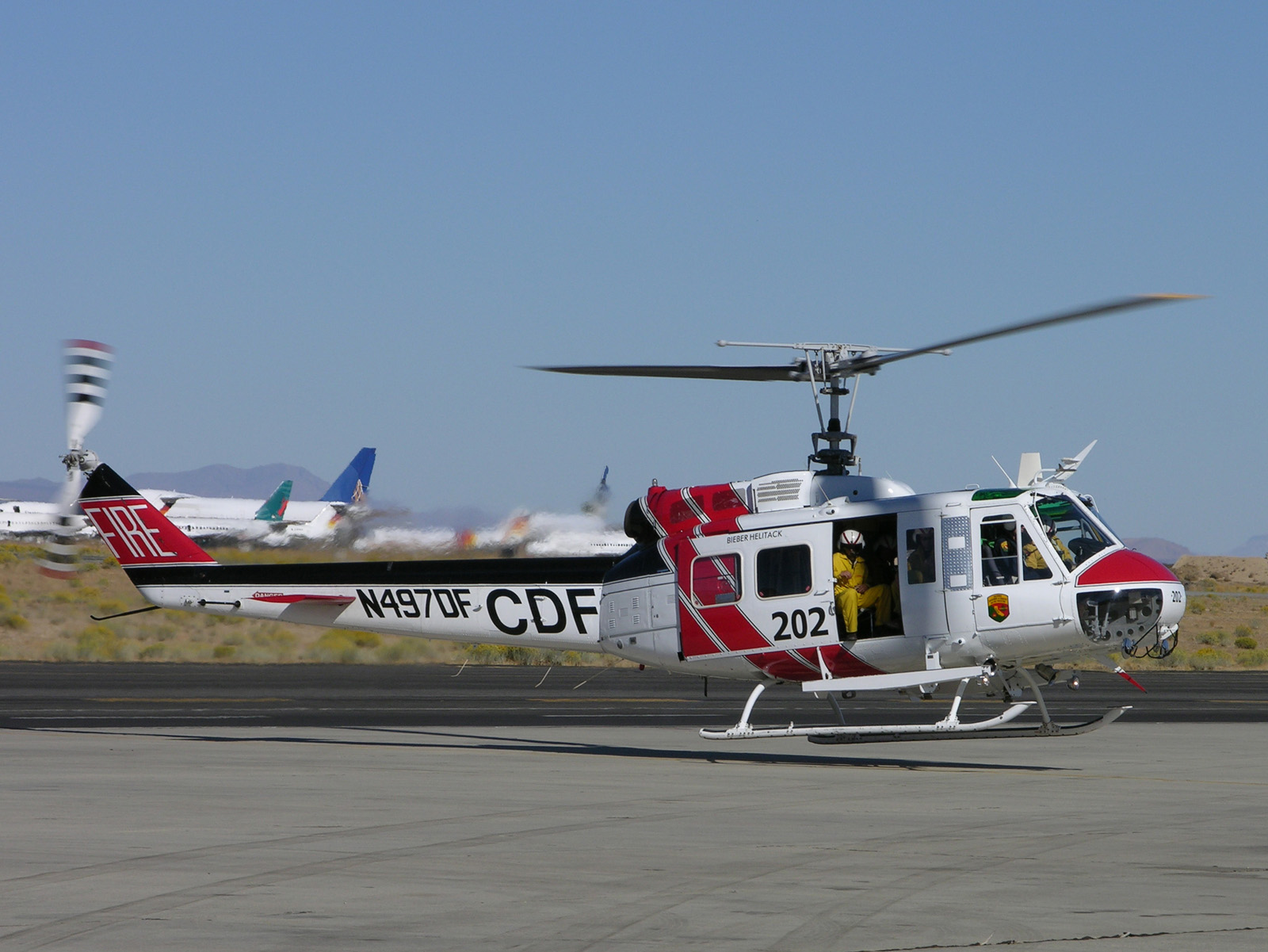
CDF "Super Huey", anteriormente um UH-1H, atribuído à tripulação Bieber Helitack, decola do Aeroporto de Mojave
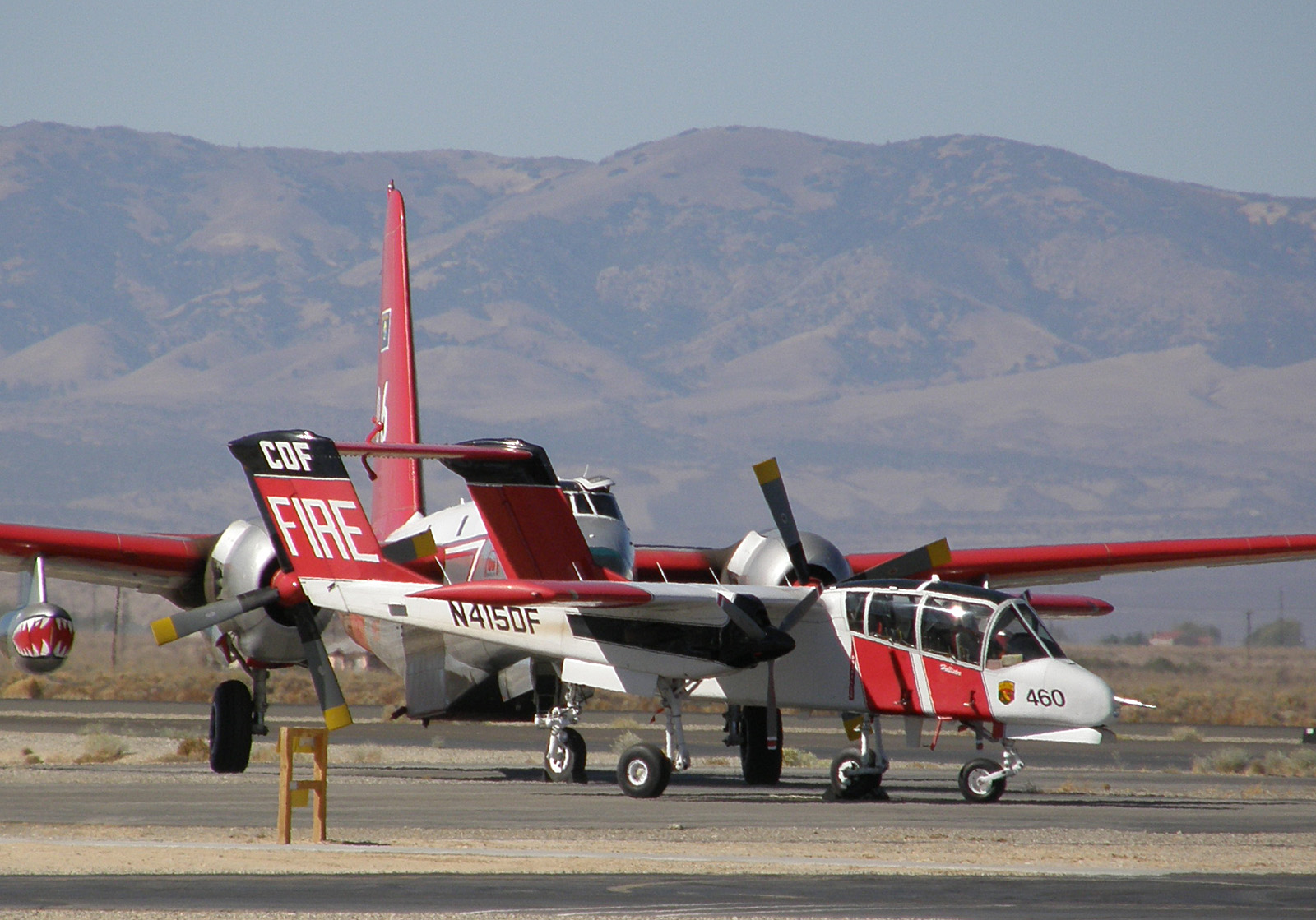
OV-10 Bronco "Ataque Aéreo 460" da CAL FIRE no aeródromo Fox Field durante o mês de outubro de 2007 nos incêndios florestais na Califórnia

## Aparelhos
A CAL FIRE utiliza vários aparelhos para realizar as suas respostas diárias. Os motores configuram em duas categorias, sendo de propriedade do estado — propriedade principalmente wildland, ou cidade/condado, que a CAL FIRE opera sob contrato.

Para a parte wildland, a maioria dos motores são fabricados pela West-Mark  ou Westates (agora American Truck & Fire Apparatus) cabines em chassis de um Internacional. Comummente visto em modelos de wildland são motores que incluem o modelo 5, 9, 14, e 15. Os Modelos CDF de 24 e 25 de testes são modelos de caixa aberta com apenas uns poucos de cada modelo posta em prática. As versões mais recentes destes motores são o modelo CDF 34 (4WD) e 35 (2WD), fabricado pela Placer Equipamentos de Incêndio, Rosenbauer, e a HME. O modelo 34/35 estão atualmente a ser destacados em todo o estado. A partir de 2009 o modelo 35 foi descontinuado e o modelo 34 da HME Apparatus são o novo padrão. Folhas de dados sobre todos equipamento atuais de tipo de serviço de 3 (florestal)e modelos de motor podem ser encontrados no site da CAL FIRE Web em Equipamentos Móveis.

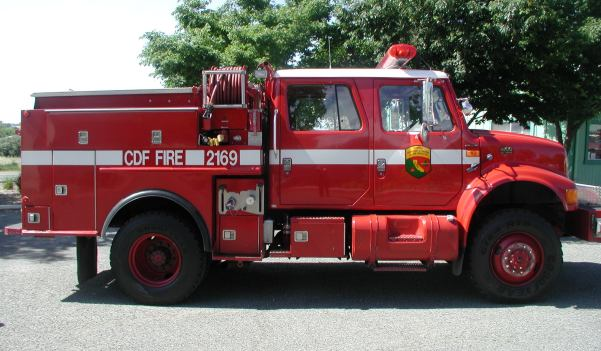
Tipo-3 carro Wildland, CDF modelo 14
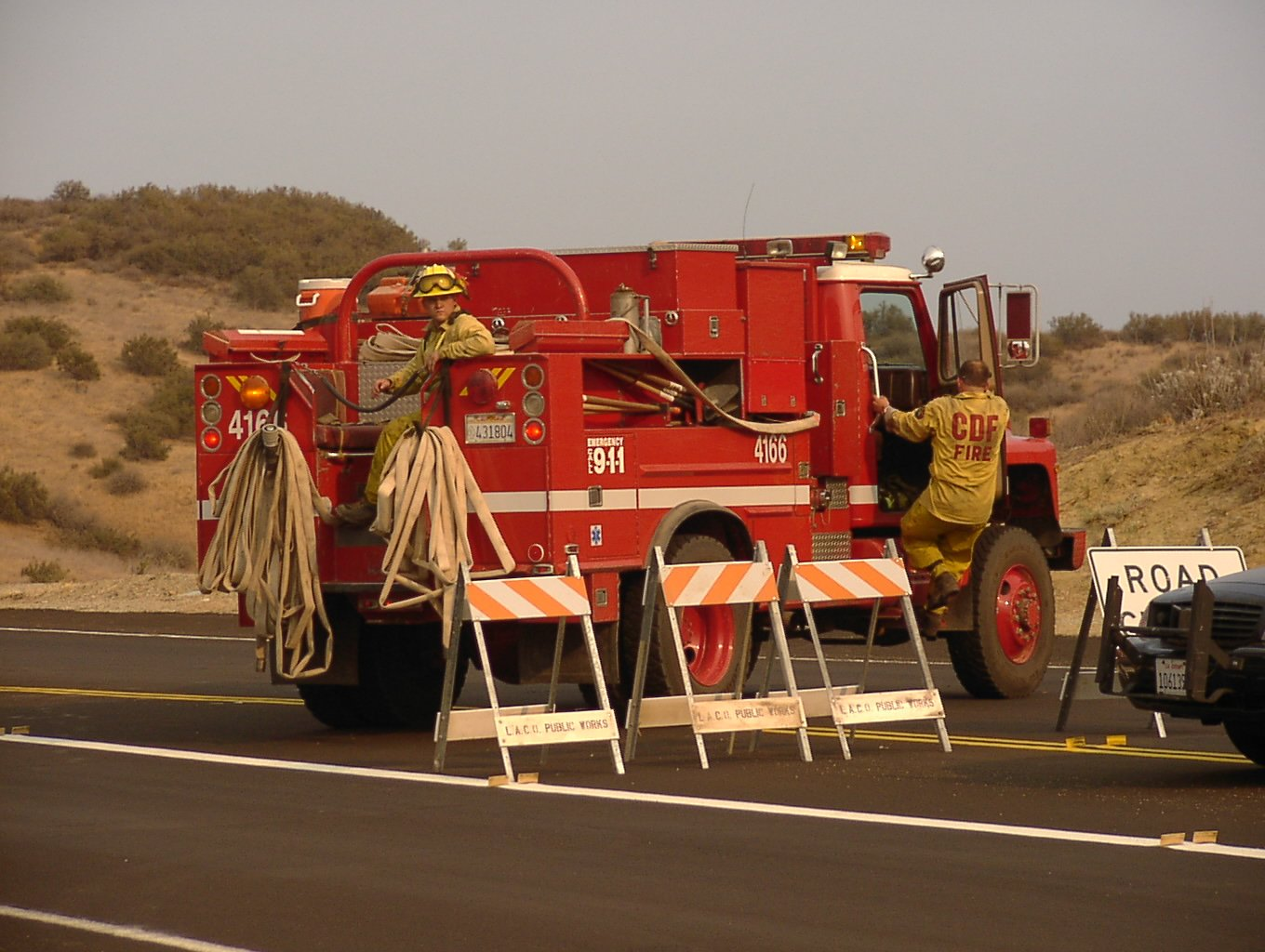
Tipo-3 carro Wildland, CDF modelo 5
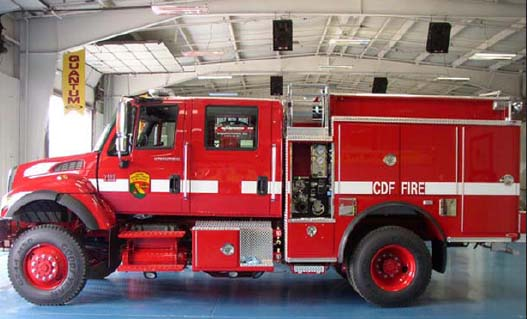
Tipo-3 carro Wildland, CDF modelo 34
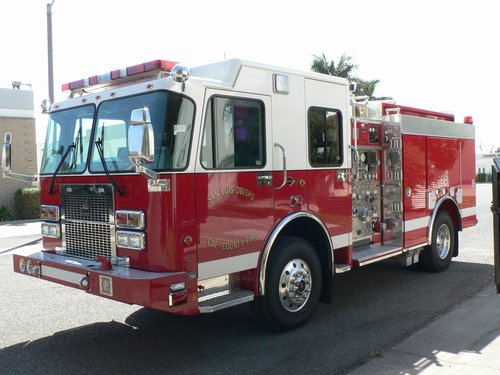
Smeal Tipo-1 carro municipal, de propriedade do condado de San Luis Obispo e operado pela CDF sob contrato

## Centros de Comunicações Móveis
Os Centros de Comunicações Móveis CAL FIRE (MCC) são um sistema de comunicações de resposta rápida móvel de urgência e incidentes. Seis CAL FIRE MCC estão localizados em todo o estado. O MCC oferece uma variedade de comunicação de incidentes e funções de suporte. Os despachantes monitorizam tráfego de rádio de incidentes e comunicam com o pessoal sobre o incidente, bem como a comunicação e a coordenação com o Centro de Comando de Emergência da unidade administrativa local. Dentro do MCC há uma área de trabalho com estações de trabalho do computador, rádio amador (HAM) estações de operador e equipamento audiovisual. O MCC é o centro de atividades de comunicação em incidentes com situação de emergência. Ele tem telefone por satélite de capacidades para os incidentes onde a cobertura de telefone não estiver disponível devido ao afastamento ou perda catastrófica de serviço de telefone. Ele fornece acesso a condições de meteorologia televisiva e notícias locais. Ele também serve como armazém para obter rádios portáteis que muitas vezes são necessários em um incidente grande ou complexo.

## Tecnologias
A CDF utiliza-se de diversos sistemas de TI empresarial para gerir as operações. Altaris CAD, sistema de despacho assistido por computador feitas pela Northrop Grumman, é utilizada por cada unidade de Emergência do Centro de Comando (ECC) para controlar os recursos disponíveis e atribuições. Cada Unidade Operacional que tem um sistema unitário, que inclui detalhes de endereço de e mapeamento de informações. Informações sobre incêndios é inserido em lotes no centro estadual de análise estatística do sistema que é utilizado para conduzir melhorias de supressão de incêndio e de prevenção. Recurso de Pedido de Estado do Sistema é usado para a gestão cooperativa de equipamentos e funcionários de outras agências na campanha do tipo de incêndios.
As três maiores sistemas rádio terra-móveis do governo do estado incluem California Highway Patrol, California Department of Transportation (Caltrans), e Departamento Florestal e de Proteção contra Incêndios da Califórnia. Qualquer um desses três sistemas podem ser considerados maiores, dependendo do que constitui os fatores de "maior." Se uma combinação do número de celulares, número total de transmissores, o número total de usuários, número anual de incidentes, o número de transmissões de rádio, ou área geográfica servida foram considerações, um dos três seria o maior.
O CDF é um grande usuário no Estado da Califórnia, Departamento de Serviços Gerais, Segurança Pública, micro-ondas Rede (PSMN). A rede é usada para o estado de Telefone Verde telefone de rede, um sistema de telefone usado para comunicações entre os órgãos de segurança pública. O sistema atende principalmente as agências do estado. Intercomunicadores entre ECC uso de caminhos áudio suportados por micro-ondas de rádio. Estas linhas geralmente aparecem como circuitos de comunicações na consolas nos centros de despacho.
Os aviões são uma característica proeminente do CDF, especialmente durante o verão, a temporada de fogo. São empregado aeronaves de asa fixa e rotativa. Helicópteros ou aeronaves de asa rotativa, são utilizados para o transporte de combate a incêndios "Tripulações Helitack" para as áreas de incêndios. Eles também soltam água e retardante com produtos químicos sobre os incêndios. As aeronaves de asa fixa, são utilizados para comando, a observação, e a queda de retardante de produtos químicos sobre os incêndios.

## História da telecom por volta de 1970
Desde o início da década de 1970, o CDF tem sites de comunicações com sistemas de VHF "high" (151 MHz repetidor/159 MHz móvel) autónomos no Estado da Califórnia. O CDF foi uma das primeiras a adotar os (rádios portáteis) walkie-talkies, mas os rádios não executavam os padrões  modernos de sistemas de segurança públicos. Os sistemas de servidor faziam o seu propósito, mas não foram originalmente concebidos para dar boa cobertura devido às enormes áreas operacionais, o terreno difícil, e a falta de infraestrutura para suportar um sistema complexo. Existiam sítios comerciais de energia, mas a muitos faltou confiança da conectividade das linhas de telefone ou de micro-ondas de rádio. Em termos de geografia, a CDF servia principalmente zonas rurais e utilizava o repetidor de rádio locais para cobrir estas áreas que eram localizadas no florestal remoto. A votação inédita do CDF no repetidor de sistemas foi em sua infância, mas os usuários entenderam isso e usaram os rádios em maneiras inteligentes. Por exemplo, se um carro de bombeiros não conseguia chegar a um fogo não poderia encontrar um lugar onde eles tinham um caminho para chegar à expedição, que seria chamada por rádio de outro mecanismo que poderia se comunicar e pedir ao pessoal para transmitir sua mensagem. A unidade poderia ver se eles conseguiam obter por meio de mudar para um canal alternativo, tais como o Estado líquido, que tinha repetidores em sites diferentes e, consequentemente, uma diferente área de cobertura.
A menor divisão geográfica da CDF FIRE é a Unidade Operacional. Exemplos de Unidades Operacionais são a Unidade Operacional Lassen-Modoc e Unidade Operacional Tuolumne-Calaveras. As Unidades operacionais são nomeados para condados servidos. Na década de 1970 as Unidades Operacionais foram referidos como Unidades Ranger. As Unidades Ranger foram agrupadas em seis Regiões CDF, o que pode ter sido chamado de "Distritos" em anos anteriores. Os rádios foram configurados em uma hierarquia com seleções de canais para o Local (que serve um Ranger Unidade), Distrito/Região, Estado e redes. Ao mudar para o "Estado" do canal, dois rádios CDF em todo o estado poderiam se comunicar. As Unidades de fogo de diferentes Unidades Ranger, mas dentro de um mesmo bairro ou região poderiam se comunicar na "Região" do canal.

### Sinalização
Em 1970 os sistemas CDF de um único tom ou tom burst para seleccionar repetidores. O sistema tinha cinco tons de todo o estado, permitindo até cinco repetidores em sobreposição de rádio áreas de cobertura, no mesmo canal. Os tons utilizados, a fim de tonalidade de 1 a 5, foram: de 1.800 Hz, 1,950 Hz, De 2.200 Hz, cerca de 2400 Hz e 2,552 Hz. Estação de ringdowns e alguns voluntários sirenes foram accionadas usando um Motorola com chamada de esquema selectiva chamado de Quik Call I.
No início da década de 1980 durante a conversão de tom continua CTCSS, os técnicos do Departamento de Serviços Gerais (DG) modificaram repetidores para trabalhar com qualquer uma tons contínuos ou tons sub-audível CTCSS. Isso permitiu que os repetidores pudessem ser usados com qualquer tipo de sinalização, como os celulares de tom continuo foram trocados por modelos mais novos.

### Equipamento
Como a maioria dos equipamentos do Estado, a CDF usou uma mistura de rádios de vários fabricantes diferentes a partir de um contrato de licitação até à próxima. Em 1970 o monitoramento, o tom burst seleccionável, seis canais de transmissão, e de três canais de receber foram além das capacidades da maioria dos rádios móveis normais. Celulares customizados da General Electric MASTR híbrido de Profissionais tubo/estado sólido foram comprados na década de 1970 sobre contrato. A CDF foi um dos primeiros a adotar o monitoramento; este rádio incorporado General Electric tinha monitoramento de recurso, chamado Bloqueio de Pesquisa de Monitoramento. Muitos dos repetidores CDF em serviço em 2009 são sintetizadores de base GE/MA-COM Mastr III.

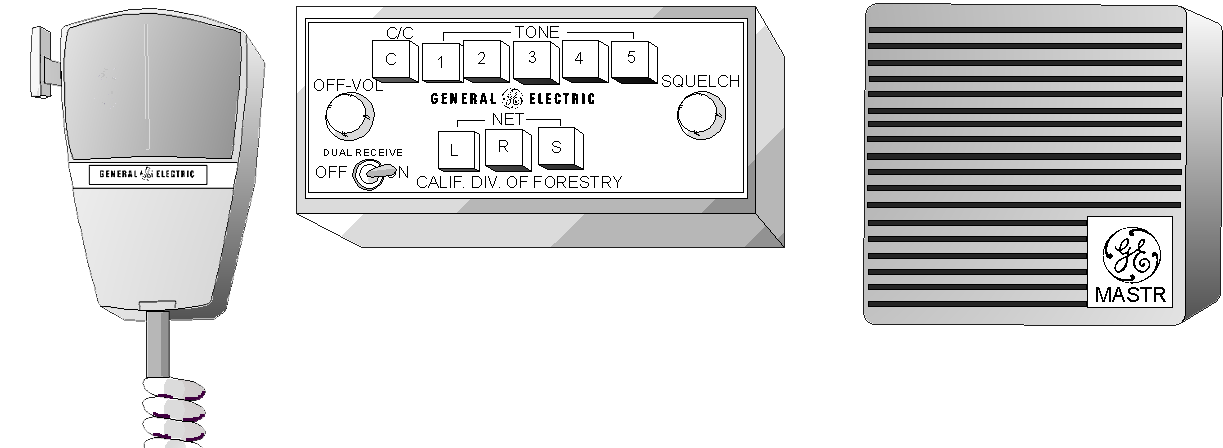
CDF cabeça de controle, de 1970

Os primeiros rádios totalmente de estado sólido eram rádios móveis que foram utilizados na conversão CTCSS. Eles foram os Midland rádios de 99 canais. Uma descoberta no início de 1980 foi a de que os usuários tinham de levar cartões com listas de canais. Os rádios tinham muitos canais e sem mostrador alfanumérico de descrever para quem iria falar quando o visor disse-se canal "65", por exemplo. Os celulares Midland usavam cabos de fita lisos, do estilo de disco rígido do computador para conectar o controle do painel de instrumentos do veículo com a unidade de rádio da gaveta. Para melhorar a confiabilidade, algumas unidades utilizavam bocados de mangueira de incêndio de 50mm como uma proteção para proteger a abrasão do cabo de fita.
Desde o inicio da década de 2000 o equipamento de rádio em uso é o Kenwood rádio móvel TK-790 com um pacote de firmware customizado CDFque permite dar capacidade de 254 canais, além da possibilidade de criar um "grupo de comandos" para o incidente de frequência de gerenciamento de um banco.  Rádios portáteis Bendix-King GPH-CMD (HT) davam a mesma funcionalidade em um portátil de 500 canais. Todos os rádios portáteis e  móveis mais antigos, incluindo os mais idosos portáveis Bendix-King EF, foram ou estão em processo de ser gradualmente retirados, devido à pendência de exigência para que todas as redes públicas utilizadas na segurança utilizarem banda estreita.

### Protocolo
Quando se ouvia uma voz distante de um rádio alto-falante, não estava claro o caminho que o cliente estava usando para chegar até você. Isso era especialmente verdadeiro nas consolas de despacho, que roteavam áudio de vários canais para um ou dois alto-falantes. O protocolo de rádio, dispunha que os usuários anunciassem o canal e o tom que eles estavam usando a fim de que o usuário em chamada iria responder no mesmo canal e tom. Uma transmissão típica, onde um carro estava ligando, se preparando para dizer algo para o envio, pode ser formulada, "San Andreas, Motor Quarenta e Quatro Sessenta e Seis, da rede Local, Tom." Este aponta o operador de San Andreas para selecionar manualmente o Local, o Tom de Um ou L1 para responder.

## Aplicação da lei
Para impor as leis incêndio e florestais no estado, os policiais da CAL FIRE são treinados e certificados em conformidade com a Comissão de Normas de Oficiais da Paz de Formação da Califórnia (POST). Mais de 300 departamentos de policiais estão investigando o fogo faz com que as, entrevistas com testemunhas, a emissão de citações e a configuração de operações de fiscalização. Além disso, a aplicação da lei a equipe oferece assistência quando solicitados pelos locais de incêndio e agências de aplicação da lei no incêndio, bomba e de fogos de artifício, e investigações de extintores de incêndio, bem como a eliminação de explosivos. O Gabinete Marechal do Estado de Especialista de Incêndio e Explosivos fornecem serviços de investigação sobre fogos e explosivos investigação a instalações estatais, bem como prestam assistência ao governo local dos incêndios e a lei de agências.

## Administração
O executivo pessoal de CAL FIRE inclui os seguintes indivíduos.
- Diretor: Ken Pimlott
- Diretor Vice-Diretor: Janet Barentson
- Comandante estadual dos bombeiros: Dennis Mathisen
- Vice-Diretor, Proteção Contra Incêndios: Dave Teter